# Riu Bow
El riu Bow (en anglès: Bow River) és un riu del Canadà que es troba a la província d'Alberta. Té 587 km de llargada, una conca de 22.600 km² i un cabal mitjà de 129m³/s. Neix a les muntanyes Rocoses i travessa la praderia on es troba amb el riu Oldman, moment en què formen el South Saskatchewan River. Finalment desemboquen a la Badia de Hudson. El riu Bow discorre creua la ciutat de Calgary. El passeig Bow River pathway del costat del riu forma part de la imatge pròpia de Calgary.
Els pobles First Nations van fer un ús divers d'aquest riu, per exemple per la cacera dels bisonts. El nom de "Bow" (arc) es refereix a les plantes ciperàcies que creixien a la vora del riu i s'usaven per a fer arcs; el nom Peigan per aquest riu és "Makhabn", que significa "riu on creixen les ciperàcies per a fer arcs".
Actualment el riu proporciona aigua potable, irrigació i hidroelectricitat.

## Curs

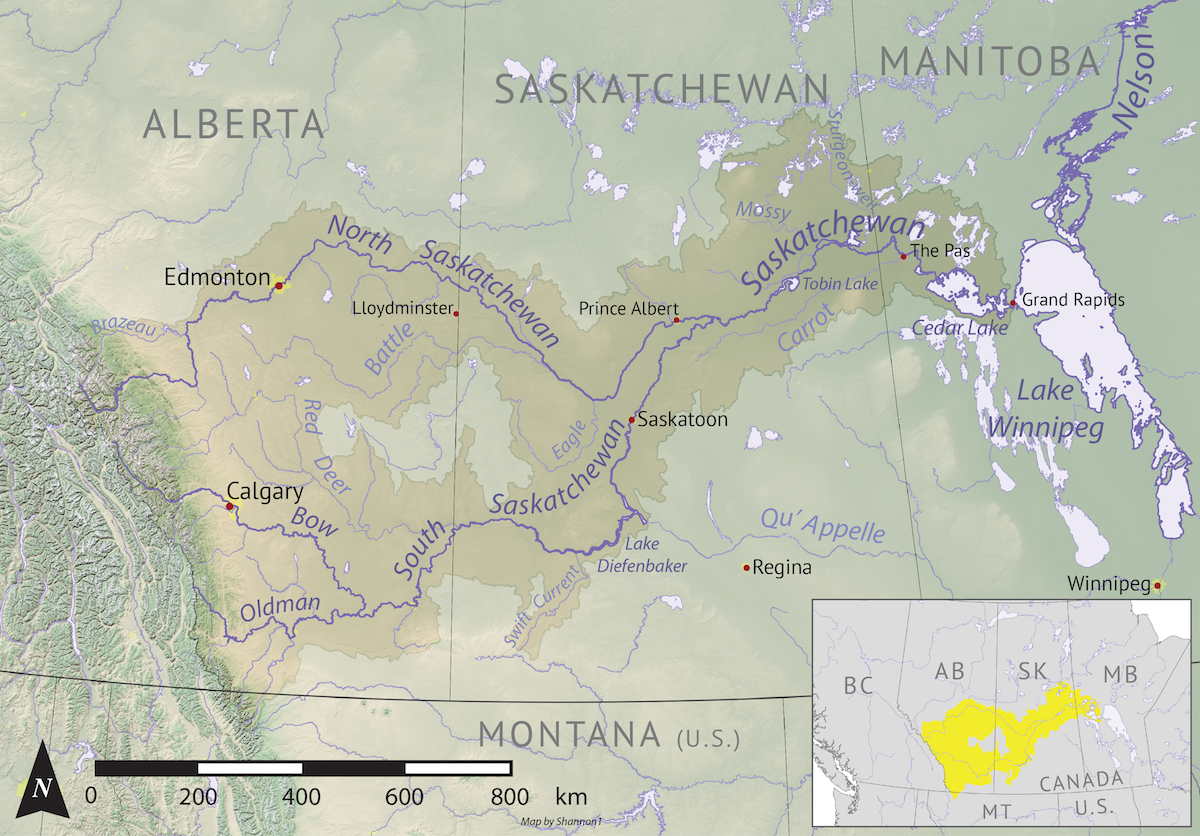
Conca del riu Saskatchewan mostrant el riu Bow

El lloc de naixement del riu és a la glacera Bow a 1.960 metres d'altitud i s'uneix al South Saskatchewan River a 700 m d'altitud el qual finalment va a desembocar a la Badia de Hudson.
Les poblacions al llarg del riu Bow inclouen Lake Louise, Banff, Canmore, Cochrane, Calgary, i Arrowwood. Les cascades Bow Falls es troben prop de Banff..

## Afluents
| Banff National Park - Mosquito Creek - Noseeum Creek - Missing Lake - Pipestone River - Molar Creek, Little Pipestone Creek - Paradise Creek - Corral Creek - Moraine Creek - Baker Creek - Wildflower Creek - Taylor Creek - Silverton Creek - Altrude Creek - Johnston Creek - Redearth Creek - Pharaoh Creek - Ranger Creek - Healy Creek - Brewster Creek, Howard Douglas Creek, Fatigue Creek - Sundance Creek - Forty Mile Creek - Spray River - Cascade River - Carrot Creek | Foothills and plains - Policeman Creek - Cougar Creek - Three Sisters Creek - Stewart Creek - Wind Creek - Pigeon Creek - Grotto Creek - Exshaw Creek - Heart Creek - Jura Creek - Kananaskis River - Joshua Creek - Chiniki Creek - Jacob Creek - Ghost River - Spencer Creek - Beaupre Creek - Grand Valley Creek - McClennan Creek - Horse Creek - Jumpingpound Creek - Towers Creek, Pile of Bones Creek, Park Creek - Bighill Creek - Elbow River - W.I.D. Canal - Pine Creek - Highwood River - Arrowwood Creek - Crowfoot River - Matzhiwin Creek |

A la Vall del Bow s'hi troben molts llacs glacials i llacs artificials